# Assani Lukimya-Mulongoti
Assani Lukimya-Mulongoti (* 25. ledna 1986, Uvira, Zair – dnešní Demokratická republika Kongo) je konžský fotbalový obránce a reprezentant DR Kongo, od roku 2016 hráč čínského klubu Liaoning Whowin FC. Hraje na postu stopera (středního obránce).

## Klubová kariéra
- SV Norden-Nordwest (mládež)
- SV Tasmania-Gropiusstadt 73 (mládež)
- Hertha BSC (mládež)
- Hertha BSC B 2004–2007
- FC Hansa Rostock 2007–2009[1]
- FC Carl Zeiss Jena 2009–2010[1]
- Fortuna Düsseldorf 2010–2012
- Werder Brémy 2012–2015
- Liaoning Whowin FC 2016–

## Reprezentační kariéra
V A-mužstvu DR Kongo debutoval v roce 2008. V roce 2014 se rozhodl ukončit reprezentační kariéru, odehrál za národní tým pouze 3 přátelské zápasy.